# Slava Raškaj

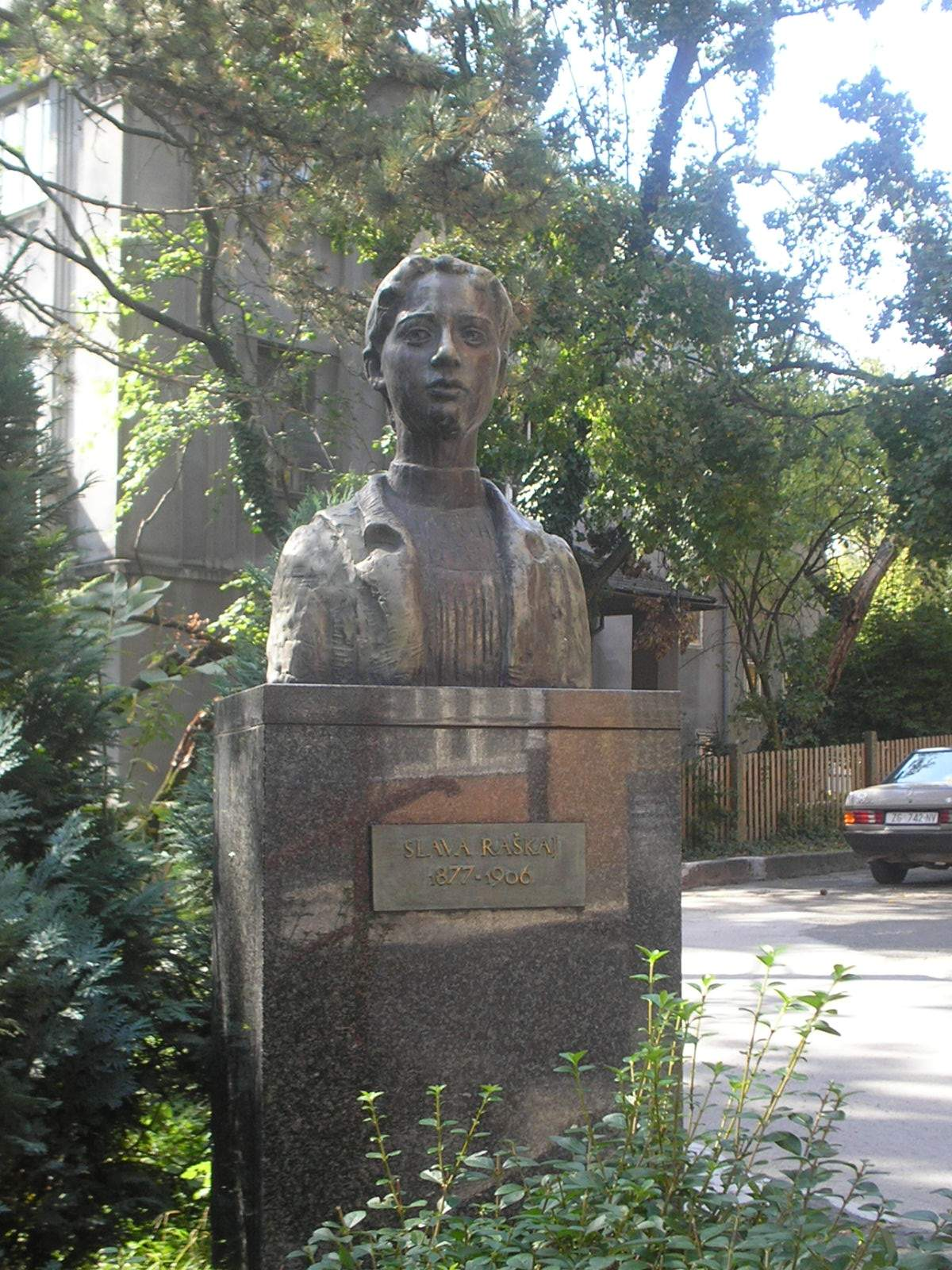
Slava Raškaj

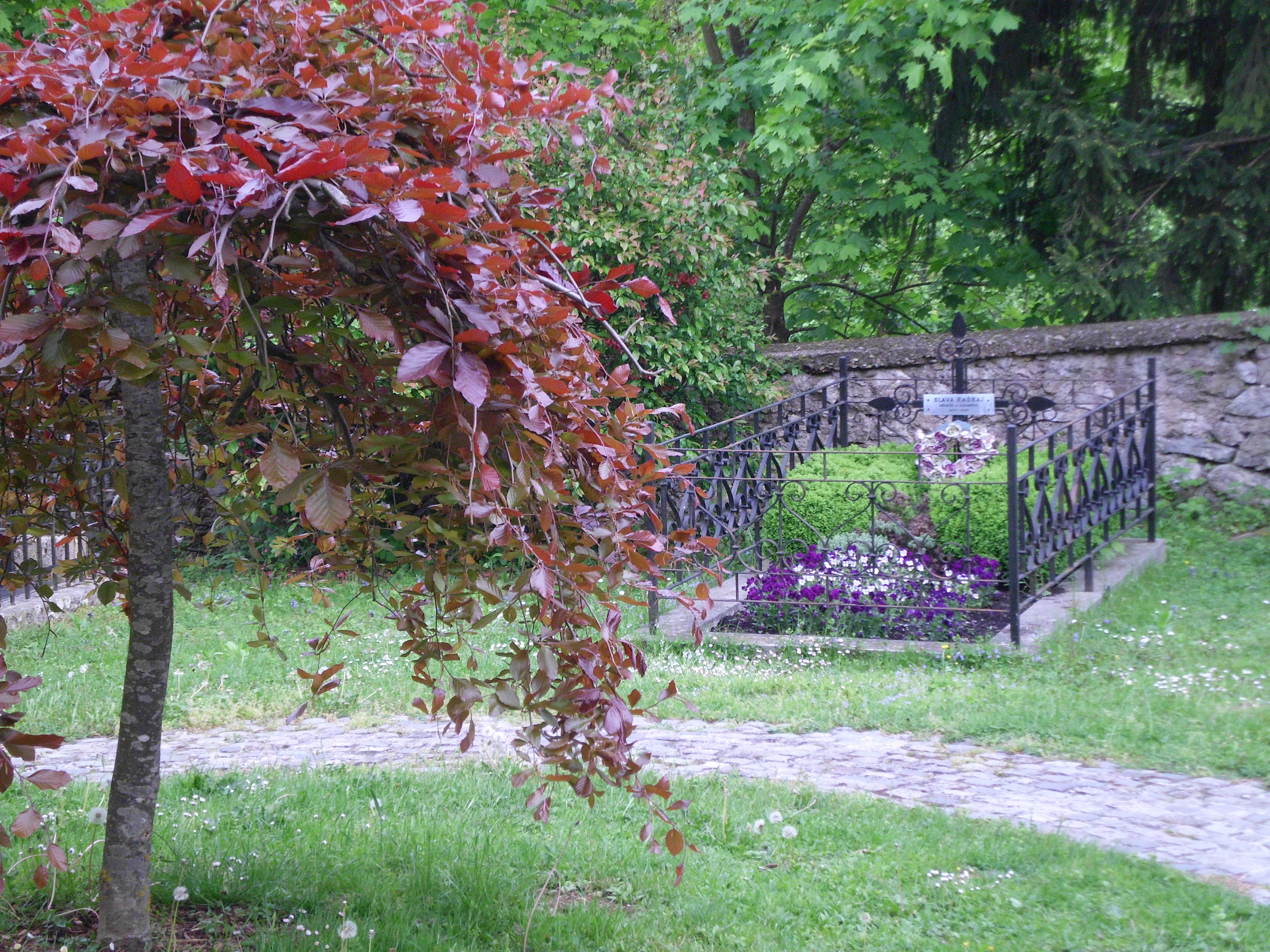
Slava Raškaj, Grabstätte in Ozalj

Slava Raškaj (* 2. Januar 1877 in Ozalj (heute Kroatien); † 29. März 1906 in Stenjevac) war eine Malerin.

## Leben
Raškaj war seit ihrer Geburt gehörlos. Ihre Schulbildung erfolgte in Wien an einer Grund- und Hochschule für „taubstumme“ Kinder, Jugendliche und Erwachsene. Im Jahre 1892 kehrte sie nach Ozalj zurück. Ihr damaliger Lehrer in Ozalj und seine Frau bemerkten Slavas besondere Begabung für das Malen und Zeichnen. Der kroatisch-ungarische Maler Bela Čikoš-Sesija unterrichtete Slava einige Jahre im Zeichnen, auf dem Gebiet der Aquarell-, Pastell- und Ölmalerei, obwohl sie eigentlich autodidaktisch war. Slava Raškaj bediente sich zweier zu ihrer Zeit seltener Maltechniken in der Bildmalerei: dem Aquarell- und Pastellstil.
Ihre Aquarelle stellen den Höhepunkt der kroatischen Aquarell-Malerei gegen Ende des 19. Jahrhunderts und zum Anfang des 20. Jahrhunderts dar. Zudem zählte Slava Raškaj zu den ersten Künstlern, die das richtige Gefühl für Pigment- und Wasserproportion in der Aquarellgestaltung hatte. Diesbezüglich werden ihre erstellten Aquarelle als Beispiel eines idealen Aquarells angesehen. Ihr erstes Aquarell war ihr Selbstporträt und ist wahrscheinlich das bekannteste Aquarell der kroatischen Malerei.
In ihrer künstlerischen Schaffenszeit sind zwei Phasen zu beachten. In der ersten Phase sind die Zeichnungen und die Farbe Ausdrücke ihrer reinen Identität. In der zweiten Phase entstehen ihre besten Werke, die vor allem Ausdrücke ihrer Empfindungen sind: Kruške (Die Birnen), Suncokreti (Die Sonnenblumen) und Potočnice (Vergissmeinnicht). Damals entsteht der Zyklus Lopoči (Die Wasserrosen), in dem ihre allerbesten Werke enthalten sind. 1898 nahm sie an der Kunstausstellung der Gesellschaft kroatischer Künstler in Zagreb teil. Zu Beginn des 1900 stellte sie ihre Werke in einer Kunstausstellung in St. Petersburg und 1902 in Zagreb aus. Unter schweren Depressionen leidend, die künstlerisch im Werk "Die verlassenen Wassermühlen und Ruinen" zum Ausdruck kamen, wurde Slava Raškaj in eine Psychiatrische Klinik eingeliefert, wo sie 1906 im Alter von 29 Jahren verstarb.
Heutzutage beschäftigen sich viele Institutionen und Schulen in Kroatien mit gehörlosen und behinderten Kindern und viele von ihnen tragen den Namen von Slava Raškaj. Die kroatische Post gab eine Briefmarke mit ihrem Selbstporträt heraus, und die kroatische Volksbank widmete ihr eine 200-Kuna-Silbermünze.

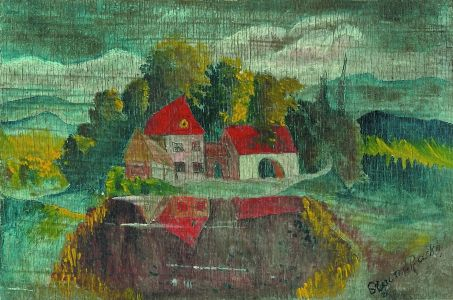
März (1890)
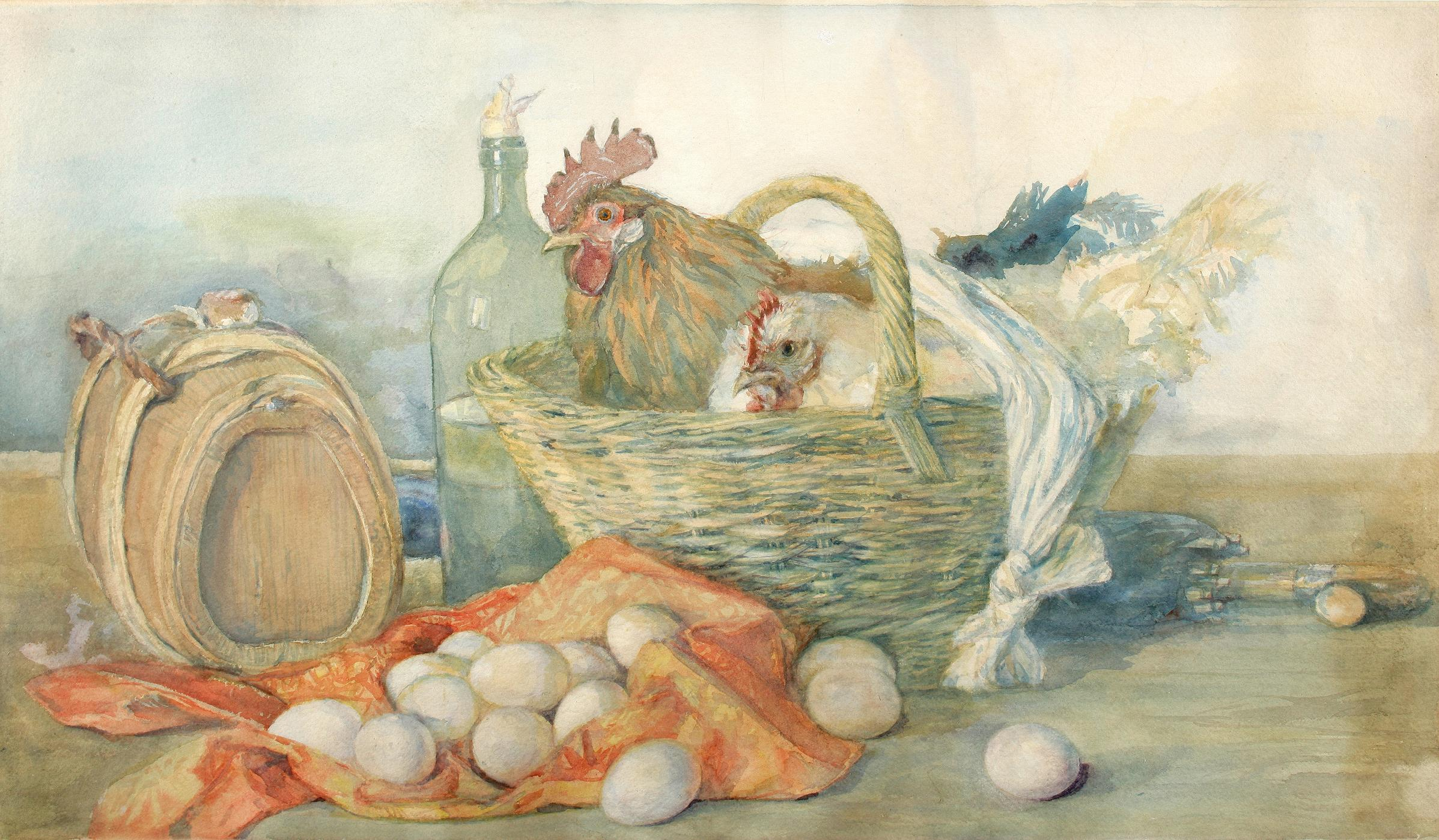
Gelber Hahn und weißes Huhn (1896)
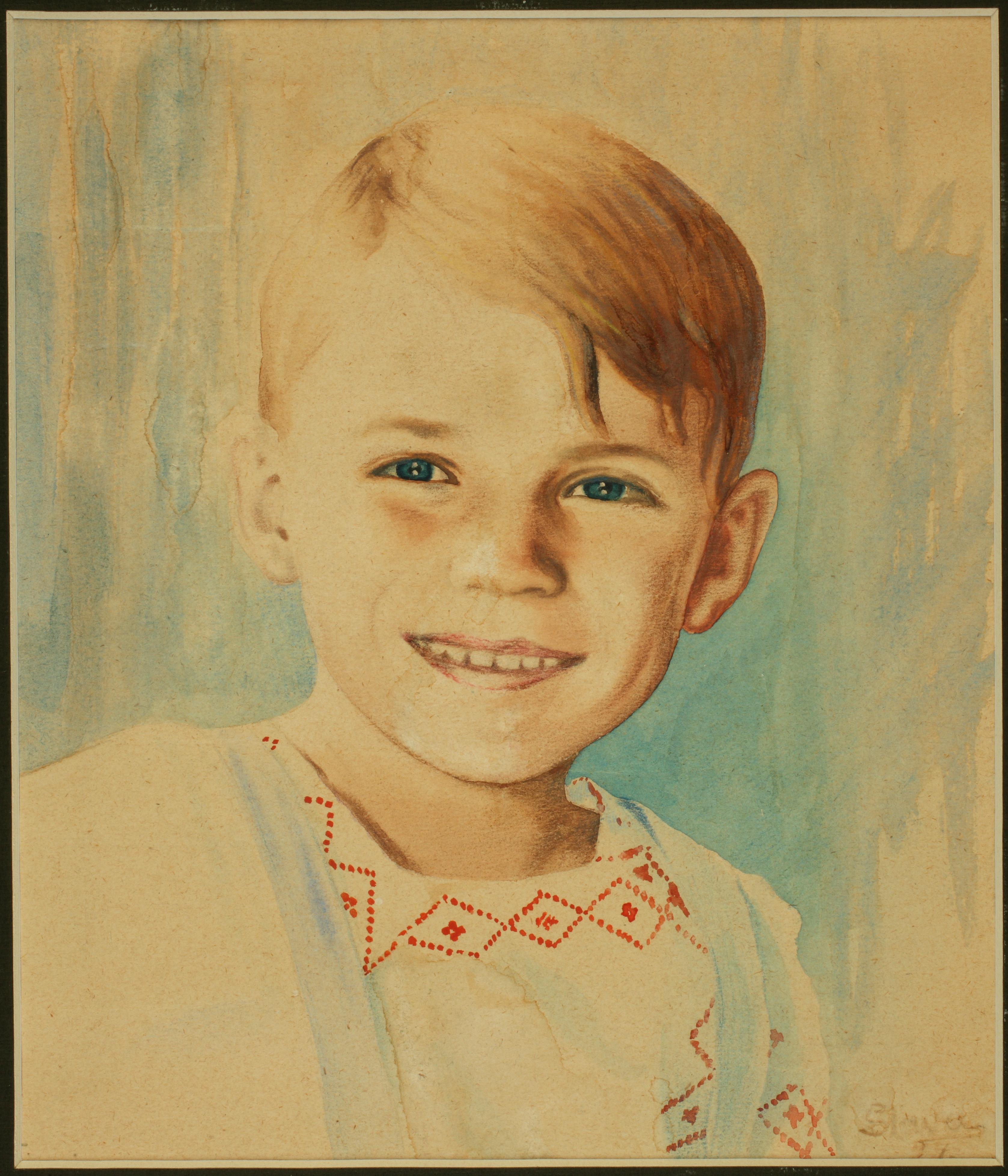
Kleine taubstumme Vera Papić aus dem Dorf (1897)
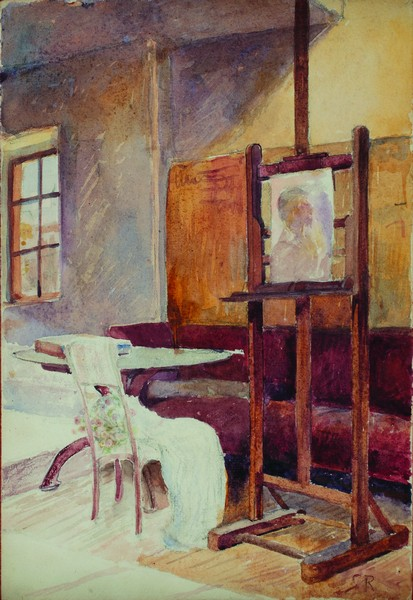
Träumen im Atelier der ehemaligen Leichenhalle (1897)
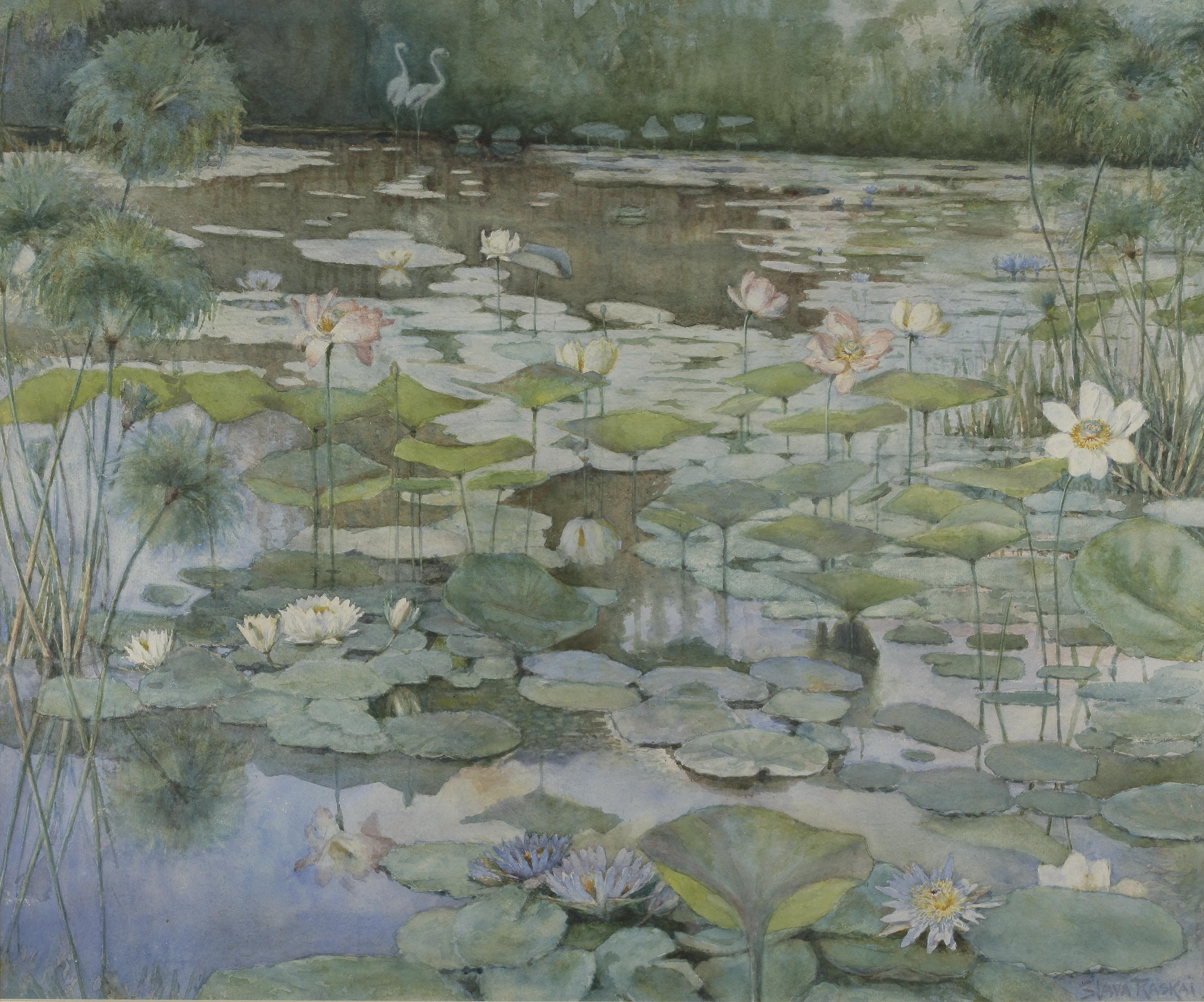
Seerosen (1899)